# Albert Joris van Windekens
Albert Joris van Windekens (Mountain Ash, Wales, 1915. április 23. –  Leuven, 1989. március 28.) belga nyelvész, a Leuveni Katolikus Egyetem professzora. Dialektológiával és összehasonlító nyelvészettel foglalkozott. Windekens különösen a tokhár nyelvet, valamint a görög nyelvű pelaszg nyelvmaradványokat vizsgálta.

## Életpályája
Az Egyesült Királyságban született 1915. április 3-án, majd a család a háború után visszatért Belgiumba. Tanulmányait a Carnoynál Louvain-n, majd Párizsban a Filliozatnál végezte. Klasszika-filológiából 1939-ben, philológia[pontosabban?] és keleti történelemből 1941-ben. 1944-től az Université Catholique de Louvain-n tanított: 1946-1947-ben mint oktató és 1951-től professzor. Az Általános Dialektológiai Nemzetközi Központ igazgatója volt. 1965-ben ment nyugdíjba.
Van Windekens a tokhár nyelv és annak IE hátterének[pontosabban?] specialistája volt, de számos különböző nyelv iránt is érdeklődött, mint például a pelaszg, uráli és ainu. Tanítványai között volt Luc Isebaert (1941-2019) belga (neuro) pszichiáter is, akit ma a megoldásközpontú terápia világának egyik legnagyobb tekintélyeként tartanak számon.

## Főbb munkái
- Lexique étymologique des dialectes tokhariens. Löwen 1941
- Morphologie comparée du Tokharien. Löwen 1944 (= Bibliothèque du Muséon 17)
- Le pélasgique. Essai sur une langue indo-européenne préhellénique. Löwen 1952 (= Bibliothèque du Muséon 29)
- Contributions à l'étude de l'onomastique pélasgique. Löwen 1954 (= Bibliothèque du Muséon 35)
- Le tokharien confronté avec les autres langues indo-européennes. Löwen, 3 Bde. 1976–1982
- Dictionnaire étymologique complémentaire de la langue grecque. Löwen 1986. ISBN 90-6831-067-4

## Bibliográfiák, tiszteletbeli disszertációk
- Nemzetközi Általános Dialektológiai Központ; Életrajzok és konferenciák 27 (1980)
- Complément bibliographique depuis le 1er novembre 1980. In: Lambert Isebaert (szerk.): Studia etymologica Indoeuropaea memoriae A.J. van Windekens (1915–1989) dicata (=Orientalia Lovaniensia analecta 45). Löwen 1991 (helyesen: 1992). ISBN 90-6831-378-9

## Fordítás
Ez a szócikk részben vagy egészben  az   Albert Joris van Windekens című német Wikipédia-szócikk fordításán alapul.  Az eredeti cikk szerkesztőit annak laptörténete sorolja fel. Ez a jelzés csupán a megfogalmazás eredetét és a szerzői jogokat jelzi, nem szolgál a cikkben szereplő információk forrásmegjelöléseként.